# Vasilij Kosjetjkin

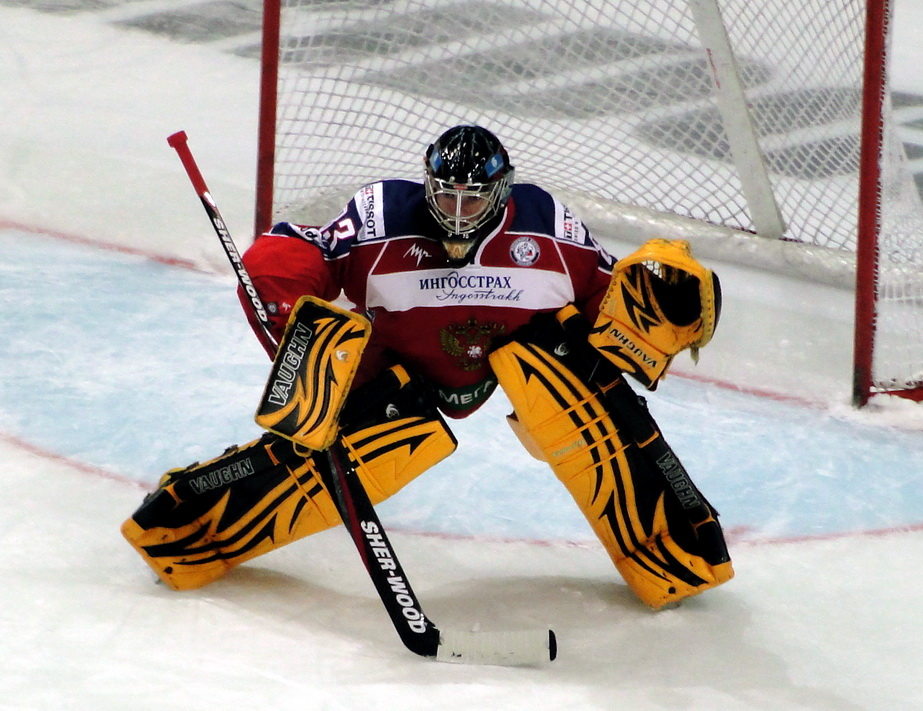
Vasiliij Kosjetjkin.

Vasilij Vladimirovitj Kosjetjkin, född 27 mars 1983 i Togliatti, Samara oblast, Sovjetunionen, är en rysk professionell ishockeyspelare som spelar som målvakt för Metallurg Magnitogorsk i KHL.
Kosjetjkin delade målvaktsplatsen under VM 2007, som hölls i Ryssland, med Alexander Jeremenko. Han var med och tog OS-guld 2018.

## Spelarkarriär
- HK Lada Toljatti 2003–2007
- AK Bars Kazan 2007–08
- HK Lada Toljatti 2008–09
- Metallurg Magnitogorsk 2009–10, 2013–
- Severstal Tjerepovets 2010–13